# Single numer jeden w roku 1976 (Japonia)
Notowanie Weekly Singles Chart (jap. 週間シングルチャート Shūkan Shinguru Chāto) przedstawia najlepiej sprzedające się single w Japonii. Publikowane jest ono przez magazyn Oricon Style, a dane kompletowane są przez Oricon w oparciu o cotygodniowe wyniki sprzedaży fizycznej singli. Poniżej znajdują się tabele prezentujące najpopularniejsze single w danych tygodniach w roku 1976.

## Oricon Weekly Singles Chart
| Data            | Utwór                                               | Wykonawca       | Źródło |
| --------------- | --------------------------------------------------- | --------------- | ------ |
| 5 stycznia      | „Oyoge! Taiyaki-kun” (jap. およげ!たいやきくん)     | Masato Shimon   | [ 1 ]  |
| 12 stycznia     | „Oyoge! Taiyaki-kun” (jap. およげ!たいやきくん)     | Masato Shimon   | [ 1 ]  |
| 19 stycznia     | „Oyoge! Taiyaki-kun” (jap. およげ!たいやきくん)     | Masato Shimon   | [ 1 ]  |
| 26 stycznia     | „Oyoge! Taiyaki-kun” (jap. およげ!たいやきくん)     | Masato Shimon   | [ 1 ]  |
| 2 lutego        | „Oyoge! Taiyaki-kun” (jap. およげ!たいやきくん)     | Masato Shimon   | [ 1 ]  |
| 9 lutego        | „Oyoge! Taiyaki-kun” (jap. およげ!たいやきくん)     | Masato Shimon   | [ 1 ]  |
| 16 lutego       | „Oyoge! Taiyaki-kun” (jap. およげ!たいやきくん)     | Masato Shimon   | [ 1 ]  |
| 23 lutego       | „Oyoge! Taiyaki-kun” (jap. およげ!たいやきくん)     | Masato Shimon   | [ 1 ]  |
| 1 marca         | „Oyoge! Taiyaki-kun” (jap. およげ!たいやきくん)     | Masato Shimon   | [ 1 ]  |
| 8 marca         | „Oyoge! Taiyaki-kun” (jap. およげ!たいやきくん)     | Masato Shimon   | [ 1 ]  |
| 15 marca        | „Oyoge! Taiyaki-kun” (jap. およげ!たいやきくん)     | Masato Shimon   | [ 1 ]  |
| 22 marca        | „Beautiful Sunday” (jap. ビューティフル・サンデー)  | Daniel Boone    | [ 1 ]  |
| 29 marca        | „Beautiful Sunday” (jap. ビューティフル・サンデー)  | Daniel Boone    | [ 1 ]  |
| 5 kwietnia      | „Beautiful Sunday” (jap. ビューティフル・サンデー)  | Daniel Boone    | [ 1 ]  |
| 12 kwietnia     | „Beautiful Sunday” (jap. ビューティフル・サンデー)  | Daniel Boone    | [ 1 ]  |
| 19 kwietnia     | „Beautiful Sunday” (jap. ビューティフル・サンデー)  | Daniel Boone    | [ 1 ]  |
| 26 kwietnia     | „Beautiful Sunday” (jap. ビューティフル・サンデー)  | Daniel Boone    | [ 1 ]  |
| 3 maja          | „Beautiful Sunday” (jap. ビューティフル・サンデー)  | Daniel Boone    | [ 1 ]  |
| 10 maja         | „Beautiful Sunday” (jap. ビューティフル・サンデー)  | Daniel Boone    | [ 1 ]  |
| 17 maja         | „Beautiful Sunday” (jap. ビューティフル・サンデー)  | Daniel Boone    | [ 1 ]  |
| 24 maja         | „Beautiful Sunday” (jap. ビューティフル・サンデー)  | Daniel Boone    | [ 1 ]  |
| 31 maja         | „Beautiful Sunday” (jap. ビューティフル・サンデー)  | Daniel Boone    | [ 1 ]  |
| 7 czerwca       | „Beautiful Sunday” (jap. ビューティフル・サンデー)  | Daniel Boone    | [ 1 ]  |
| 14 czerwca      | „Beautiful Sunday” (jap. ビューティフル・サンデー)  | Daniel Boone    | [ 1 ]  |
| 21 czerwca      | „Beautiful Sunday” (jap. ビューティフル・サンデー)  | Daniel Boone    | [ 1 ]  |
| 28 czerwca      | „Beautiful Sunday” (jap. ビューティフル・サンデー)  | Daniel Boone    | [ 1 ]  |
| 5 lipca         | „Yokosuka Story” (jap. 横須賀ストーリー)            | Momoe Yamaguchi | [ 1 ]  |
| 12 lipca        | „Yokosuka Story” (jap. 横須賀ストーリー)            | Momoe Yamaguchi | [ 1 ]  |
| 19 lipca        | „Yokosuka Story” (jap. 横須賀ストーリー)            | Momoe Yamaguchi | [ 1 ]  |
| 26 lipca        | „Yokosuka Story” (jap. 横須賀ストーリー)            | Momoe Yamaguchi | [ 1 ]  |
| 2 sierpnia      | „Yokosuka Story” (jap. 横須賀ストーリー)            | Momoe Yamaguchi | [ 1 ]  |
| 9 sierpnia      | „Yokosuka Story” (jap. 横須賀ストーリー)            | Momoe Yamaguchi | [ 1 ]  |
| 16 sierpnia     | „Yokosuka Story” (jap. 横須賀ストーリー)            | Momoe Yamaguchi | [ 1 ]  |
| 23 sierpnia     | „Anata dake wo” (jap. あなただけを)                 | Teruhiko Aoi    | [ 1 ]  |
| 30 sierpnia     | „Anata dake wo” (jap. あなただけを)                 | Teruhiko Aoi    | [ 1 ]  |
| 6 września      | „Anata dake wo” (jap. あなただけを)                 | Teruhiko Aoi    | [ 1 ]  |
| 13 września     | „Anata dake wo” (jap. あなただけを)                 | Teruhiko Aoi    | [ 1 ]  |
| 20 września     | „Anata dake wo” (jap. あなただけを)                 | Teruhiko Aoi    | [ 1 ]  |
| 27 września     | „Anata dake wo” (jap. あなただけを)                 | Teruhiko Aoi    | [ 1 ]  |
| 4 października  | „Pearl Color ni yurete” (jap. パールカラーにゆれて) | Momoe Yamaguchi | [ 1 ]  |
| 11 października | „Pearl Color ni yurete” (jap. パールカラーにゆれて) | Momoe Yamaguchi | [ 1 ]  |
| 18 października | „Pearl Color ni yurete” (jap. パールカラーにゆれて) | Momoe Yamaguchi | [ 1 ]  |
| 25 października | „Pearl Color ni yurete” (jap. パールカラーにゆれて) | Momoe Yamaguchi | [ 1 ]  |
| 1 listopada     | „Pearl Color ni yurete” (jap. パールカラーにゆれて) | Momoe Yamaguchi | [ 1 ]  |
| 8 listopada     | „Ochiba ga yuki ni” (jap. 落葉が雪に)               | Akira Fuse      | [ 1 ]  |
| 15 listopada    | „Abayo” (jap. あばよ)                               | Naoko Ken       | [ 1 ]  |
| 22 listopada    | „Abayo” (jap. あばよ)                               | Naoko Ken       | [ 1 ]  |
| 29 listopada    | „Abayo” (jap. あばよ)                               | Naoko Ken       | [ 1 ]  |
| 6 grudnia       | „Kita no yadokara” (jap. 北の宿から)                | Harumi Miyako   | [ 1 ]  |
| 13 grudnia      | „Abayo”                                             | Naoko Ken       | [ 1 ]  |
| 20 grudnia      | „Kita no yadokara”                                  | Harumi Miyako   | [ 1 ]  |
| 27 grudnia      | „Kita no yadokara”                                  | Harumi Miyako   | [ 1 ]  |